# Frédéric de Buxhoeveden
Le comte Fiodor Fiodorovitch Buxhoeveden, également orthographié Buxhöwden, en russe : Федор Федорович Буксгевден, né Friedrich Wilhelm von Buxhoeveden le 4 septembre 1750 à l'île de Muhu, comté d'Ösel, dans l'actuelle Estonie, décédé le 23 août 1811 au château de Lohde dans le gouvernement d'Estland (aujourd'hui à Koluvere, petit village d'Estonie, dans la province de Laan région de l'Ouest au nord-ouest de l'Estonie actuelle).
Général d'infanterie germano-balte, il fut gouverneur de Varsovie (1792), administrateur de la Pologne (1793), gouverneur de la Baltique (1803) 
gouverneur militaire de Saint-Pétersbourg de juin 1797 à août 1798.

## Famille
Fils d'Otto Friedrich von Buxhöwden (1703-1754) et d'Hélène Charlotte von Weymarn (1722-1776).
Fiodor Fiodorovtich Buxhöwden épousa à Saint-Pétersbourg le 26 janvier 1771 Natalia Alexandrovna Alexeïeva (1761-1808), fille du comte Grigori Orlov et selon certaines rumeurs de Catherine II de Russie, huit enfants sont nés de cette union.

## Biographie
Issu d'une famille noble de Basse-Saxe dont le berceau se situait à Bexhövede (aujourd'hui dans le district de Cuxhaven).

### Carrière militaire
Il a été diplômé de l'école du génie en 1770. Son corps de cadets participait à la guerre russo turque de 1768 et a participé à la bataille de Bendery, en 1771 fut blessé lors de la prise de Braïla mais restant sur place fit tomber deux canons ennemis ce qui lui valut la médaille de l'Ordre de St-Georges.
En 1772, Frédéric de Buxhoeveden fut nommé aide de camp dans le régiment du comte Orlov et en 1783, il est promu colonel et le commandait. Avec la guerre russo-suédoise il commandait un détachement qui a débarqué sur l'île Kutsel-Mulim et prit part à la bataille de Rochensalmskom, cette action lui valut la promotion au grade de général et une médaille de saint-Georges de 3e classe. En 1792, pendant qu'éclatait la guerre de Pologne, il était commandant d'une division d'infanterie sous les ordres de Souvorov ; il fut nommé au poste de gouverneur de Varsovie et en 1793 administrateur de Pologne. Sa direction du siège de Varsovie lui valut un pistolet d'or et d'être nommé à l'Ordre de st-Vladimir. En 1795, Frédéric-Guillaume II de Prusse l'éleva au rang de comte du royaume de Prusse. En juin 1797, Paul Ier de Russie lui confia le poste de gouverneur de Saint-Pétersbourg, fonction qu'il occupa et pendant laquelle il fit faire de nombreuses choses, ouverture d'une école de sage femme, une académie de chirurgie, une école d'architecture navale, l'érection de lobélisque Roumiantsev. En 1798, le tsar l'éleva au rang de comte impérial. Alexandre Ier le nomma ensuite gouverneur des provinces russes de la mer Baltique. Il tomba en disgrâce en 1799 et fut démit de ses fonctions. Il revint en 1803, gouverneur de Riga et inspecteur des troupes de Livonie.

#### Guerres napoléoniennes
Frédéric de Buxhoeveden est surtout connu pour sa participation à la bataille d'Austerlitz le 2 décembre 1805, où il commandait l'aile gauche des forces coalisées ; elle se composait de trois colonnes de 40 000 hommes. En tant que général de division, il a également pris part à d'autres batailles pendant les guerres napoléoniennes comme général commandant une division d'infanterie. Mais retournait à la gouvernance de Riga en 1807. En 1808, Alexandre Ier le nomma commandant en chef de l'armée impériale de Russie lors de l'annexion de la Finlande. Son rôle pendant la prise de Sveaborg lui permit de progresser dans l'ordre de st-Georges et d'entrer dans l'ordre de st-André.
Après l'annexion du sud de la Finlande il a conclu un armistice qui fut désavoué par Alexandre, il est donc parti en retraite. Il était connu pour ses tactiques de mouvement offensif et son mépris des convenances.

### Décès
Fiodor Fiodorovitch von Buxhöwden décéda le 23 août 1811 au château de Lohde à Kullmaa dans l'actuelle Estonie.

### Décorations
- Chevalier de l'Ordre de Saint-Lazare de Jérusalem en 1800 ;
- Ordre de Sainte-Anne 1er degré ;
- Ordre de Saint-Georges 2e degré ;
- Ordre de Saint-Vladimir 1er degré ;
- Ordre de Saint-Alexandre Nevski ;
- Ordre de l'Aigle blanc (Russie impériale) ;
- Ordre de Saint-André.

## Sources
- (de) Cet article est partiellement ou en totalité issu de l’article de Wikipédia en allemand intitulé « Friedrich von Buxhoeveden » (voir la liste des auteurs).